# Danh sách nhà soạn nhạc cổ điển thế kỷ 21
Đây là danh sách những nhà soạn nhạc Cổ điển Đương đại thế kỷ XXI: 
- Xem thêm: Danh sách các nhà soạn nhạc cổ điển theo thời kỳ

## A
- Keiko Abe (sinh năm 1937)
- Muhal Richard Abrams (sinh 1930)
- Juan Manuel Abras (sinh 1975)
- José Antonio Abreu (sinh 1939)
- Anton García Abril (sinh 1933)
- John Adams (sinh 1947)
- John Luther Adams (sinh 1953)
- Thomas Adès (sinh 1971)
- Samuel Adler (sinh 1928)
- Kati Agocs (sinh 1975)
- Ernani Aguiar (sinh 1950)
- Miguel de Aguila (sinh 1957)
- Kalevi Aho (sinh 1949)
- Frangis Ali-Sade (sinh 1947)
- Eduardo Alonso-Crespo (sinh 1956)
- Javier Alvarez (sinh 1956)
- Miguel Álvarez-Fernández (sinh 1979)
- Maryanne Amacher (sinh 1943)
- Charles Amirkhanian (sinh 1945)
- David Amram (sinh 1930)
- Gilbert Amy (sinh 1936)
- Beth Anderson (sinh 1950)
- Julian Anderson (sinh 1967)
- Mark André (sinh 1964)
- Louis Andriessen (sinh 1939)
- Theodore Antoniou (sinh 1935)
- Georges Aperghis (sinh 1945)
- Dominick Argento (sinh 1927)
- Sebastian Armoza (sinh 1974)
- Georgi Arnaoudov (sinh 1957)
- Girolamo Arrigo (sinh 1930)
- Vyacheslav Artyomov (sinh 1940)
- Alexander Arutiunian (sinh 1920)
- Robert Ashley (sinh 1930)
- Daniel Asia (sinh 1953)
- André Asriel (sinh 1922)
- José Vicente Asuar (sinh 1933)
- Kenneth Atchley (sinh 1954)
- Lera Auerbach (sinh 1973)
- Christopher Auerbach-Brown (sinh 1970)
- Larry Austin (sinh 1930)
- Svitlana Azarova (sinh 1976)
- Sérgio Azevedo (sinh 1968)

## B
- Ignacio Baca Lobera (sinh 1957)
- Nicolas Bacri (sinh 1961)
- Nikolai Badinski (sinh 1937)
- Junsang Bahk (sinh 1937)
- Simon Bainbridge (sinh 1952)
- Feliksas Bajoras (sinh 1934)
- Leonardo Balada (sinh 1933)
- Osvaldas Balakauskas (sinh 1937)
- Virko Baley (sinh 1938)
- Claude Ballif (sinh 1924)
- Alain Bancquart (sinh 1934)
- Vytautas Barkauskas (sinh 1931)
- Clarence Barlow (sinh ca. 1945)
- James Barnes (sinh 1949)
- Natasha Barrett (sinh 1972)
- Richard Barrett (sinh 1959)
- Gerald Barry (sinh 1952)
- Emerson Batagini (sinh 1978)
- Dennis Báthory-Kitsz (sinh 1949)
- Sally Beamish (sinh 1956)
- Robert Beaser (sinh 1954)
- Stephen David Beck (sinh 1959)
- Jeremy Beck (sinh 1960)
- Samuel Becker (sinh 1978)
- David Bedford (sinh 1937)
- Eve Beglarian (sinh 1958)
- David Behrman (sinh 1937)
- Richard Belcastro (sinh 1976)
- Alfonso Belfiore (sinh 1954)
- Alan Belkin (sinh 1951)
- Barbara Benary (sinh 1946)
- Juraj Beneš (sinh 1940)
- Xavier Benguerel (sinh 1931)
- George Benjamin (sinh 1960)
- Heinz Benker (sinh 1921)
- Richard Rodney Bennett (sinh 1936)
- Pascal Bentoiu (sinh 1927)
- Esteban Benzecry (sinh 1970)
- Sebastien Beranger (sinh 1977)
- Roman Berger (sinh 1930)
- Michael Berkeley (sinh 1948)
- Bart Berman (sinh 1938)
- Derek Bermel (sinh 1967)
- Lauren Bernofsky (sinh 1967)
- Charles Roland Berry (sinh 1957)
- Mario Bertoncini (sinh 1932)
- Christophe Bertrand (sinh 1981)
- John E Bevan (sinh 1986)
- Gilbert Biberian (sinh 1944)
- Jörg Birkenkötter (sinh 1963)
- Harrison Birtwistle (sinh 1934)
- Staffan Björklund (sinh 1944)
- Easley Blackwood Jr. (sinh 1933)
- David Blake (sinh 1936)
- Pavel Blatny (sinh 1931)
- Paolo Blundo Canto (sinh 1979)
- Sylvie Bodorová (sinh 1954)
- Konrad Boehmer (sinh 1941)
- Philippe Boesmans (sinh 1936)
- Rostislaw Boiko (sinh 1931)
- Rob du Bois (sinh 1934)
- Michèle Bokanowski (sinh 1943)
- William Bolcom (sinh 1938)
- Umberto Bombardelli (sinh 1954)
- Jacques Bondon (sinh 1927)
- Mauro Bortolotti (sinh 1926)
- Daniel Börtz (sinh 1943)
- Hans-Jürgen von Bose (sinh 1953)
- Christian Bouchard (sinh 1968)
- Ned Bouhalassa (sinh 1962)
- Denys Bouliane (sinh 1955)
- Hendrik Bouman (sinh 1951)
- Guy Bovet (sinh 1942)
- Andrew Boysen (sinh 1968)
- Attila Bozay (sinh 1939)
- Glenn Branca (sinh 1948)
- Theo Brandmüller (sinh 1948)
- Henning Brauel (sinh 1940)
- Peter Michael Braun (sinh 1936)
- Anthony Braxton (sinh 1945)
- Uri Brener (sinh 1974)
- Martin Bresnick (sinh 1946)
- Roger Briggs (sinh 1952)
- Alois Bröder (sinh 1961)
- Leo Brouwer (sinh 1939)
- Stephen Brown (sinh 1948)
- David Bruce (sinh 1970)
- Karl Gottfried Brunotte (sinh 1958)
- Elisabetta Brusa (sinh 1954)
- Joanna Bruzdowicz (sinh 1943)
- Steven Bryant (sinh 1972)
- Gavin Bryars (sinh 1943)
- Gunnar Bucht (sinh 1927)
- Boudewijn Buckinx (sinh 1945)
- Magnus Bunnskog (sinh 1974)
- Geoffrey Burgon (sinh 1941)
- Diana Burrell (sinh 1948)
- Francis Burt (sinh 1926)
- Sylvano Bussotti (sinh 1931)
- Javier Busto (sinh 1949)

## C
- Rodrigo Cadiz (sinh 1972)
- Herbert Callhoff (sinh 1933)
- Christian Calon (sinh 1950)
- Jacques Calonne (sinh 1930)
- Gérard Calvi (sinh 1922)
- Charles Camilleri (1931-2009)
- Mauro Campagnoli (sinh 1975)
- Alexander Campkin (sinh 1984)
- Bruno Canino (sinh 1935)
- Daniel Capelletti (sinh 1958)
- John J. Carbon (sinh 1951)
- Robert Carl (sinh 1954)
- Wendy Carlos (sinh 1939)
- Michael Carnes (sinh 1950)
- Roberto Carnevale (sinh 1966)
- Edwin Carr (1926-2003)
- Michael L. Carroll (1951) Lưu trữ ngày 16 tháng 1 năm 2010 tại Wayback Machine
- Ben Carson (sinh 1971)
- Sara Carvalho (sinh 1970)
- Philip Cashian (sinh 1963)
- John Casken (sinh 1949)
- Jacques Castérède (sinh 1926)
- Tizoc Ceballos (sinh 1979)
- Josef Ceremuga (sinh 1930)
- Friedrich Cerha (sinh 1926)
- Jordi Cervelló (sinh 1935)
- Franco Cesarini (sinh 1961)
- António Chagas Rosa (sinh 1960)
- Aleksandr Chaikovsky (sinh 1946)
- Jacques Charpentier (sinh 1933)
- Stephen Chatman (sinh 1950)
- Rhys Chatham (sinh 1952)
- Brian Cherney (sinh 1942)
- Mary Ellen Childs (sinh 1957)
- Unsuk Chin (sinh 1961)
- Michel Chion (sinh 1947)
- Jil Christensen (sinh 1974)
- Dylan Bernard Christopher (sinh 1987)
- Dimitâr Christov (sinh 1933)
- Heinz Chur (sinh 1948)
- Leonardo Ciampa (sinh 1971)
- Paul Clouvel (sinh 1971)
- Gloria Coates (sinh 1938)
- Allen Cohen
- Liviu Comes (sinh 1918)
- Nicolas Collins (sinh 1954)
- Graziella Concas (sinh 1970)
- Justin Connolly (sinh 1933)
- Marius Constant (1925-2004)
- Dinos Constantinides (sinh 1929)
- Sidney Corbett (sinh 1960)
- Frank Corcoran (sinh 1944)
- John Corigliano (sinh 1938)
- Kevin A. Cornelius (sinh 1977)
- Vladimir Cosma (sinh 1940)
- Edward Cowie (sinh 1943)
- Cindy Cox (sinh 1961)
- Noah Creshevsky (sinh 1945)
- Gordon Crosse (sinh 1937)
- George Crumb (sinh 1929)
- Carlos Cruz de Castro (sinh 1941)
- Alvin Curran (sinh 1938)
- Curtis Curtis-Smith (sinh 1941)
- Joe Cutler (sinh 1968)
- Chaya Czernowin (sinh 1967)
- Henryk Czyz (1923 - 2003)

## D
- Robert Daigneault (sinh 1940)
- Martin Dalby (sinh 1942)
- Matteo D'Amico (sinh 1955)
- Liviu Dandara (sinh 1933)
- Nataša Danilović (sinh 1969)
- Yves Daoust (sinh 1946)
- Xavier Darasse (sinh 1934)
- Michael Daugherty (sinh 1954)
- Alexandre Danilevsky (sinh 1957)
- Diego Davidenko (sinh 1979)
- Mario Davidovsky (sinh 1934)
- Hugh Davies (sinh 1943)
- Peter Maxwell Davies (sinh 1934)
- Victor Davies (sinh 1939)
- Anthony Davis (sinh 1951)
- Carl Davis (sinh 1936)
- Raymond Deane (sinh 1953)
- Michel Decoust (sinh 1936)
- Igor Dekleva (sinh 1933)
- José Luis de Delás (sinh 1928)
- Ratko Delorko (sinh 1959)
- David Del Tredici (sinh 1937)
- Johan de Meij (sinh 1953)
- Jacques Demierre (sinh 1954)
- Francis-Paul Demillac (sinh 1917)
- Michael Denhoff (sinh 1955)
- Jean-François Denis (sinh 1960)
- Luis De Pablo (sinh 1930)
- Fabrizio De Rossi Re (sinh 1960)
- Gion Antoni Derungs (sinh 1935)
- Martin Derungs (sinh 1943)
- Pavle Dešpalj (sinh 1934)
- Dejan Despic´ (sinh 1930)
- Frédéric Devreese (sinh 1929)
- Matthew Dewey (sinh 1984)
- Rafaël D'Haene (sinh 1943)
- Robert Dick (sinh 1950)
- Francesco Di Fiore (sinh 1966)
- Péter Louis van Dijk (sinh 1953)
- Oscar van Dillen (sinh 1958)
- James Dillon (sinh 1950)
- Bojidar Dimov (sinh 1935)
- Violeta Dinescu (sinh 1953)
- Paul Dirmeikis (sinh 1954)
- Paul-Heinz Dittrich (sinh 1930)
- Charles Dodge (sinh 1945)
- Friedhelm Döhl (sinh 1936)
- Paul Dolden (sinh 1956)
- Hanuš Domansky´ (sinh 1944)
- Paul Doornbusch (sinh 1960)
- Joseph Dorfman (1940-2006)
- Avner Dorman (sinh 1975)
- James Douglas (sinh 1932-)
- John W. Downey (1927-2004)
- Stefan Dragostinov (sinh 1948)
- Arnold Dreyblatt (sinh 1953)
- George Dreyfus (sinh 1928)
- László Dubrovay (sinh 1943)
- William Duckworth (sinh 1943)
- Nicholas Duggan (sinh 1962)
- Peter Dülken (sinh 1954)
- Iancu Dumitrescu (sinh 1944)
- Tan Dun (sinh 1957)
- F L Dunkin Wedd (sinh 1955)
- Hubert Du Plessis (sinh 1922)
- Joël-François Durand (sinh 1954)
- Frédéric Durieux (sinh 1959)
- Gianmartino Durighello (sinh 1961)
- Pascal Dusapin (sinh 1955)
- Andrzej Dutkiewicz (sinh 1942)
- Arié Dzierlatka (sinh 1933)
- David Dzubay (sinh 1964)

## E
- David Earl (sinh 1951)
- Gerald Eckert (sinh 1960)
- George Edwards (sinh 1943)
- Ross Edwards (sinh 1943)
- Moritz Eggert (sinh 1965)
- Margriet Ehlen (sinh 1943)
- Søren Nils Eichberg (sinh 1973)
- Dietrich Eichmann (sinh 1966)
- Karólina Eiriksdóttir (sinh 1951)
- Julio Estrada (sinh 1943)
- Brian Elias (sinh 1948)
- Dror Elimelech (sinh 1956)
- Jean-Claude Éloy (sinh 1938)
- Huib Emmer (sinh 1951)
- Frantisek Emmert (sinh 1940)
- Hans-Ulrich Engelmann (sinh 1921)
- Peter Eötvös (sinh 1944)
- Heimo Erbse (sinh 1924)
- Susanne Erding (sinh 1955)
- Hans-Ola Ericsson (sinh 1958)
- Iván Eröd (sinh 1936)
- Andrej Eschpaj (sinh 1925)
- Karlheinz Essl (sinh 1960)
- Pierre Even (sinh 1946)
- Eric Ewazen (sinh 1954)

## F
- Mohammed Fairouz (sinh 1985)
- Juri Falik (sinh 1936)
- Leoš Faltus (sinh 1937)
- Miguel Farias (sinh 1983)
- Gareth Farr (sinh 1968)
- Reinhard Febel (sinh 1952)
- Jonathan FeBland (sinh 1960)
- Ivan Fedele (sinh 1953)
- Stephen Feigenbaum (sinh 1989)
- Richard Felciano (sinh 1930)
- Barbara Monk Feldman (sinh 1953)
- Antonio Fernandez (sinh 1962)
- José Manuel Fernández (sinh 1956)
- Sergio Fernández (sinh 1946)
- Brian Ferneyhough (sinh 1943)
- Luc Ferrari (sinh 1929)
- Lorenzo Ferrero (sinh 1951)
- Andreas Fervers (sinh 1957)
- Petr Fiala (sinh 1943)
- Jan Fila (sinh 1982)
- Joshua Fineberg (sinh 1969)
- Reinhold Finkbeiner (sinh 1929)
- Michael Finnissy (sinh 1946)
- Elena Firsova see also Jelena Firssowa (sinh 1950)
- David First (sinh 1953)
- Alfred Fisher (sinh 1942)
- Graham Fitkin (sinh 1963)
- Joseph Fitzmartin (sinh 1943)
- Tom Flaherty (sinh 1950)
- Ernst Helmuth Flammer (sinh 1949)
- Kjell Flem (sinh 1943)
- Reinhard David Flender (sinh 1953)
- Philip Flood (sinh 1964)
- Urs Joseph Flury (sinh 1941)
- Henry Flynt (sinh 1940)
- David Flynn (sinh 1977)
- Daniel Charles Foley (sinh 1952)
- Jacqueline Fontyn (sinh 1930)
- Lewis Forbes (sinh 1987)
- Andrew Ford (sinh 1957)
- Joseph Dillon Ford (sinh 1947)
- Silvio Foretic´ (sinh 1940)
- Carlo Forlivesi (sinh 1971)
- Roland Forsberg (sinh 1939)
- Malcolm Forsyth (sinh 1936)
- Lukas Foss (sinh 1922)
- Yorgos Foudoulis (sinh 1964)
- Patrice Fouillaud (sinh 1949)
- Jennifer Fowler (sinh 1939)
- John Frandsen (sinh 1956)
- Joep Franssens (sinh 1955)
- Olov Franzén (sinh 1946)
- Jürg Frey (sinh 1953)
- Fabio Fresi (sinh 1979)
- Ruben Fridolfson (sinh 1933)
- Rikhardur H. Fridriksson (sinh 1960)
- Johannes Fritsch (sinh 1941)
- Kenneth Fuchs (sinh 1956)
- Keiko Fujiie (sinh 1963)
- Masanori Fujita (sinh 1946)
- Kazuo Fukushima (sinh 1930)
- Ellen Fullman (sinh 1957)
- Aaron Funk (sinh 1975)
- Beat Furrer (sinh 1954)

## G
- Clemens Gadenstätter (sinh 1966)
- Bogdan Gagic´ (sinh 1931)
- Alain Gagnon (sinh 1938)
- Bernhard Gál (sinh 1971)
- Carlo Galante (sinh 1959)
- Guillermo Galindo (sinh 1960)
- Kyle Gann (sinh 1955)
- David Gamper (sinh 1945)
- Fernando García (sinh 1930)
- Gerald Garcia (sinh 1949)
- Antón García Abril (sinh 1933)
- Manuel García Morante (sinh 1937)
- Sigur?ur Egill Gar?arsson (sinh 1941)
- Mary Gardiner (sinh 1932)
- John Gardner (sinh 1917)
- Zsolt Gárdonyi (sinh 1946)
- Peter Garland (sinh 1952)
- Rifaat Garrana (sinh 1924)
- Celso Garrido Lecca (sinh 1926)
- Mario Garuti (sinh 1957)
- Maria Isabel Garvia (sinh 1959)
- Giorgio Gaslini (sinh 1929)
- Luis Gásser (sinh 1951)
- Ulrich Gasser (sinh 1950)
- Heinrich Gattermeyer (sinh 1923)
- James Gath (sinh 1991)
- Eric Gaudibert (sinh 1936)
- Allain Gaussin (sinh 1943)
- Stephanos Gazuelas (sinh 1931)
- Gan-ru Ge (sinh 1954)
- John Maxwell Geddes (sinh 1941)
- Hartmut Geerken (sinh 1939)
- Michael Gees (sinh 1953)
- Rolf Gehlhaar (sinh 1943)
- Jiří Gemrot (sinh 1957)
- Juan Martin Gendelman (sinh 1976)
- Anthony Genge (sinh 1952)
- Vladimir Genin (sinh 1958)
- Evren Genis (sinh 1978)
- Harald Genzmer (sinh 1909)
- Jaap Geraedts (1924-2003)
- René Gerber (sinh 1908)
- Steven Gerber (sinh 1948)
- Frank Gerhardt (sinh 1967)
- Oswald Gerstel (sinh 1923)
- Stefano Gervasoni (sinh 1962)
- Frans Geysen (sinh 1936)
- Emmanuel Ghent (1925-2003)
- Valentin Gheorghiu (sinh 1928)
- John Gibson (sinh 1951)
- Michael Gielen (sinh 1927)
- Helen Gifford (sinh 1935)
- Christian Giger (sinh 1959)
- Angelo Gilardino (sinh 1941)
- Anthony Gilbert (sinh 1934)
- Jacob Gilboa (sinh 1920)
- Suzanne Giraud (sinh 1958)
- Arsenio Girón (sinh 1932)
- Elias Gistelinck (sinh 1935)
- Janice Giteck (sinh 1946)
- Bjørn G. Gjerstrøm (sinh 1939)
- Detlev Glanert (sinh 1960)
- Werner Wolf Glaser (1913-2006)
- Paul Glass (sinh 1934)
- Philip Glass (sinh 1937)
- Daniel Glaus (sinh 1957)
- Srul Irving Glick (sinh 1934)
- Sylvia Glickman (sinh 1932)
- Vinko Globokar (sinh 1934)
- Gilles Gobeil (sinh 1954)
- Vladimír Godár (sinh 1956)
- Rolf Inge Godøy (sinh 1952)
- Heiner Goebbels (sinh 1952)
- Dieter Goebel-Berggold (sinh 1947)
- Alexander Goehr (sinh 1932)
- Lucien Goethals (sinh 1931)
- Friedrich Goldmann (sinh 1941)
- Jerry Goldsmith (1929-2004)
- Osvaldo Golijov (sinh 1960)
- David Gompper (sinh 1954)
- José Luis González (sinh 1937)
- Agustin González Acilu (sinh 1929)
- Jorge González Avila (sinh 1925)
- Hilario González Iñiguez (sinh 1920)
- Fabio González-Zuleta (sinh 1920)
- Howard Goodall (sinh 1958)
- Daniel Goode (sinh 1936)
- Todd Goodman (sinh 1977)
- Ron Goodwin (1925-2002)
- Otar Gordeli (sinh 1928)
- Henryk Górecki (sinh 1933)
- Sandro Gorli (sinh 1948)
- Annie Gosfield (sinh 1960)
- Clytus Gottwald (sinh 1925)
- Denis Gougeon (sinh 1951)
- Elisabeth Davies Gould (sinh 1904)
- Tonnie de Graaf (sinh 1926)
- Leonid Grabowski xem Hrabovsky hay là Hrabovski (sinh 1935)
- David Graham (sinh 1952)
- John Kenneth Graham (sinh 1955)
- Ulf Grahn (sinh 1942)
- Harold Gramatges (sinh 1918)
- Renato de Grandis (sinh 1927)
- Gottfried Gräsbeck (sinh 1927)
- Kurt Graunke (1915-2005)
- Ray Green (sinh 1908)
- Jay Greenberg (sinh 1991)
- Vinicius Grefiens (sinh 1916)
- Dante Grela (Argentina, 1941)
- Čestmir Gregor (sinh 1926)
- Mark Gresham (sinh 1956)
- Deirdre Gribbin (sinh 1967)
- John Griffin (sinh 1979)
- Teodor Grigoriu (sinh 1926)
- Jim Grimm (sinh 1928)
- Ragnar Grippe (sinh 1951)
- Renato Grisoni (sinh 1922)
- Eric Gross (sinh 1926)
- Magne Grov (sinh 1938)
- Stefans Grové (sinh 1922)
- Heinz Karl Gruber (sinh 1943)
- Joachim Gruner (sinh 1933)
- Adriano Guarnieri (sinh 1947)
- Wladimir Guba (sinh 1938)
- Sofia Gubaidulina (sinh 1931)
- Pelle Gudmundsen-Holmgreen (sinh 1932)
- Alexander Gugel (sinh 1961)
- Jean Guillou (sinh 1930)
- Joan Guinjoan (sinh 1931)
- Charles Guinovart (sinh 1941)
- Olof Gullberg (sinh 1931)
- Rosa Guraieb Kuri (sinh 1931)
- Trevor Gureckis (sinh 1982)
- Albrecht Gürsching (sinh 1934)
- Christophe Guyard (sinh 1966)
- Jacques Guyonnet (sinh 1933)
- Josep Lluis Guzmán (sinh 1954)
- Henry Gwiazda (sinh 1952)
- Franklin Gyselynck (sinh 1950)
- Tomasz Gaworek-Schodrok (sinh 1965)

## H
- Georg Friedrich Haas (sinh 1953)
- Eilert Hægeland (sinh 1951)
- Gudmundur Hafsteinsson (sinh 1953)
- Daron Hagen (sinh 1961)
- Jocelyn Hagen (sinh 1980)
- Georg Hajdu (sinh 1960)
- André Hajdu (sinh 1932)
- Lorant Hajdu (sinh 1937)
- Naji Hakim (sinh 1955)
- Jeremy Haladyna
- Václav Hálek (sinh 1937)
- Cristóbal Halffter (sinh 1930)
- Emily Hall (sinh 1976)
- Carl-Axel Hall (sinh 1947)
- Roger Lee Hall (sinh 1942)
- Bengt Hallberg (sinh 1932)
- Hans Peter Haller (sinh 1929)
- Hermann Haller (1914–2002)
- Joseph Hallman (sinh 1979)
- András Hamary (sinh 1950)
- Bengt Hambraeus (sinh 1928)
- Eero Hämeenniemi (sinh 1951)
- Peter Michael Hamel (sinh 1947)
- Johan Hammerth (sinh 1953)
- Philip Hammond (sinh 1951)
- Roger Hannay (sinh 1930)
- Ann-Elise Hannikainen (sinh 1946)
- Jan Hanuš (sinh 1915)
- Hiroshi Hara (Composer) (sinh 1933)
- John Harbison (sinh 1938)
- Aharon Harlap (sinh 1941)
- Edward Harper (sinh 1941)
- David Harris (sinh 1933)
- Donald Harris (sinh 1931)
- Kevin F. Harris (sinh 1965)
- Jonty Harrison (sinh 1952)
- Lou Harrison (1917-2003)
- Jonathan Harvey (sinh 1939)
- Juraj Hatrik (sinh 1941)
- Edu Haubensak (sinh 1954)
- Halvor Haug (sinh 1952)
- Svatopluk Havelka (sinh 1925)
- Diana Pereira Hay (sinh 1932)
- Komei Hayama (sinh 1932)
- Hikaru Hayashi (sinh 1931)
- Gary Hayes (sinh 1948)
- Paul Hayes (sinh 1951)
- Sorrel Hays (sinh 1941)
- Roberto Hazon (sinh 1930)
- Anthony Hedges (sinh 1931)
- Åse Hedstrøm (sinh 1950)
- Lennart Hedwall (sinh 1932)
- Magne Hegdal (sinh 1944)
- Werner Heider (sinh 1930)
- Harald Heilmann (sinh 1924)
- David Heinick (sinh 1954)
- Paavo Heininen (sinh 1938)
- Mikko Heiniö (sinh 1948)
- Walter Hekster (sinh 1937)
- Barbara Heller (sinh 1936)
- Richard Heller (sinh 1954)
- Karlton Hester (sinh 1954)
- Robert Maximilian Helmschrott (sinh 1938)
- Robert Helps (1928-2001)
- Christoph Hempel (sinh 1946)
- Gerard Hengeveld (1910-2001)
- Pierre Henry (sinh 1927)
- Blake R. Henson (sinh 1983)
- Hans Werner Henze (sinh 1926)
- Robert Heppener (sinh 1925)
- Franz Jochen Herfert (sinh 1955)
- Jerry Herman (sinh 1933)
- Vasile Herman (sinh 1929)
- Hermilio Hernández (sinh 1931)
- Rhazes Hernández-López (sinh 1918)
- Peter Herrmann (sinh 1941)
- Michael Hersch (sinh 1971)
- Jacques Hétu (sinh 1938)
- Detlef Heusinger (sinh 1956
- David Graham Hewson (sinh 1953)
- Volker Heyn (sinh 1938)
- Manuel Hidalgo (sinh 1956)
- Jennifer Higdon (sinh 1962)
- Jackson Hill (sinh 1941)
- Winfried Hiller (sinh 1941)
- John S. Hilliard (sinh 1947)
- Hajo Hinrichs (sinh 1911)
- Kozaburo Hirai (1910-2002)
- Cornelius Hirsch (sinh 1954)
- Hans Ludwig Hirsch (sinh 1937)
- Caspar René Hirschfeld (sinh 1965)
- Miroslav Hlaváč (sinh 1923)
- Theodor Hlouschek (sinh 1923)
- Christopher Hobbs (sinh 1950)
- Francesco Hoch (sinh 1943)
- Stanislav Hochel (sinh 1950)
- Gilad Hochman (sinh 1982)
- Wolfgang Hochstein (sinh 1950)
- Alun Hoddinott (1929-2008)
- Harry Höfer (sinh 1921)
- Joel Hoffmann (sinh 1953)
- Richard Hoffmann (sinh 1925)
- Thomas Hofmann (sinh 1958)
- Wolfgang Hohensee (sinh 1927)
- Christoph Hohlfeld (sinh 1922)
- Theodor Holdheim (sinh 1923)
- York Höller (sinh 1944)
- Alan Holley (sinh 1954)
- Donald Russel Hollier (sinh 1934)
- Heinz Holliger (sinh 1939)
- Robin Holloway (sinh 1943)
- Kristin Holm (sinh 1965)
- Peder Holm (sinh 1926)
- Jean-Paul Holstein (sinh 1939)
- Adriana Hölszky (sinh 1953)
- Simeon ten Holt (sinh 1923)
- Simon Holt (sinh 1958)
- Bo Holten (sinh 1948)
- Joaquín Homs (1906-2003)
- John Michael Hooke (sinh 1946)
- Sarah Hopkins (sinh 1958)
- Antony Hopkins (sinh 1921)
- Sarah Horick (sinh 1984)
- David Horne (sinh 1970)
- Stanko Horvat (sinh 1930)
- Josef Maria Horvath (sinh 1931)
- Michael Horwood (sinh 1947)
- Toshio Hosokawa (sinh 1955)
- Simon Hovanessian (sinh 1940)
- Luc van Hove (sinh 1957)
- Egil Hovland (sinh 1924)
- Leslie Howard (sinh 1948)
- Leonid Hrabovsky see also Grabowski hoặc Hrabovski (sinh 1935)
- Alexandru Hrisanide (sinh 1936)
- Ivan Hrušovsky´ (1927-2001)
- Tsang-Houei Hsu (1929-2001)
- Klaus Huber (sinh 1924)
- Nicolaus A. Huber (sinh 1939)
- Klaus K. Hübler (sinh 1956)
- Karl Anton Hueber (sinh 1928)
- Wolfgang Hufschmidt (sinh 1934)
- Gerald Humel (sinh 1931)
- Bertold Hummel (1925-2002)
- Franz Hummel (sinh 1939)
- Hans Ulrich Humpert (sinh 1940)
- Philippe Hurel (sinh 1955)
- Ilja Hurník (sinh 1922)
- Karel Husa (sinh 1921)
- Lajos Huszár (sinh 1948)
- Svend Hvidtfelt Nielsen (sinh 1958)
- Ketil Hvoslef (sinh 1939)
- Miriam Hyde (sinh 1913)
- Oliver Hynes (sinh 1946)

## I
- Stefano Ianne (sinh 1963)
- Victor Ibarra (sinh 1978)
- Shin-Ichiro Ikebe (sinh 1943)
- Takuya Imahori (sinh 1978)
- Kamran Ince (sinh 1960)
- Iannis Ioannidis (sinh 1930)
- Adrian Iorgulescu (sinh 1951)
- Gabriel Iranyi (sinh 1946)
- Maki Ishii (sinh 1936)
- Ilayaraaja (sinh 1943)
- Ian Gottschalk Costabile (sinh 1984)

## J
- Edward Jacobs (sinh 1961)
- Guus Janssen (sinh 1951)
- Maurice Jarre (sinh 1924)
- Monique Jean (sinh 1960)
- Stanislav Jelinek (sinh 1945)
- Zoltán Jeney (sinh 1943)
- Leroy Jenkins (sinh 1932)
- Wilfried Jentzsch (sinh 1941)
- Samuel Jerónimo (sinh 1979)
- Willem Jeths (sinh 1959)
- Magnús Blöndal Jóhannsson (sinh 1925)
- David C. Johnson (sinh 1940)
- M. Zachary Johnson (sinh 1974)
- Samn Johnson (sinh 1991)
- Tom Johnson (sinh 1939)
- Ben Johnston (sinh 1926)
- Fergus Johnston (sinh 1959)
- David Evan Jones (sinh 1959)
- Samuel Jones (sinh 1935)
- Betsy Jolas (sinh 1926)
- Bradley Joseph (sinh 1965)
- Enriko Josif (1924–2003)
- Aleksandar Josifov (sinh 1940)
- Dragomir Josifov (sinh 1966)
- John Joubert (sinh 1927)
- Vladimir Jovanović (sinh 1937)
- Patricia Jünger (sinh 1951)

## K
- Mauricio Kagel (sinh 1931)
- Vakhtang Kakhidze (sinh 1959)
- Johannes Kalitzke (sinh 1959)
- Alexander Kaloian (sinh 1962)
- Imants Kalnins (sinh 1941)
- Giya Kancheli (sinh 1935)
- Ejnar Kanding (sinh 1965)
- Shigeru Kan-no (sinh 1959)
- Nikolai Kapustin (sinh 1937)
- Faradsch Karajew (sinh 1943)
- Alemdar Karamanow (sinh 1934)
- Erhard Karkoschka (sinh 1923)
- Richard Karpen (sinh 1957)
- Yuri Kasparov (sinh 1955)
- Georg Katzer (sinh 1935)
- Hiba Kawas (sinh 1972)
- Roland Kayn (sinh 1933)
- David Keane (sinh 1943)
- Donald Keats (sinh 1929)
- Nigel Keay (sinh 1955)
- David Kechley (sinh 1947)
- Robert Kechley (sinh 1952)
- Igor Kefalidi hoặc Kefalidis (sinh 1941)
- Milko Kelemen (sinh 1924)
- Daniel Kellogg (sinh 1976)
- Bryan Kelly (sinh 1934)
- Rudolf Keltersinh (sinh 1931)
- Talivaldis Kenins (1919−2008)
- John Kenny (sinh 1957)
- Aaron Jay Kernis (sinh 1960)
- Gordon Kerry (sinh 1961)
- Huub Kerstens (sinh 1947)
- Otto Ketting (sinh 1935)
- Geert van Keulen (sinh 1943)
- Kim Hi Kyung (sinh 1962)
- Alastair King (sinh 1967)
- Volker David Kirchner (sinh 1942)
- Hikari Kiyama (sinh 1983)
- Kuno Kjaerbe (sinh 1959)
- Giselher Klebe (sinh 1925)
- Phil Kline
- Anđelko Klobucar (sinh 1931)
- Alexander Knaifel (sinh 1943)
- Oliver Knussen (sinh 1952)
- Babette Koblenz (sinh 1956)
- Günter Kochan (1930−2009)
- Akil Mark Koci (sinh 1936)
- Erwin Koch-Raphael (sinh 1949)
- Hans Kockelmans (sinh 195?)
- Zoltán Kocsis (sinh 1952)
- Nevit Kodalli (sinh 1924)
- Graeme Koehne (sinh 1956)
- Gottfried Michael Koenig (sinh 1926)
- Alfred Koerppen (sinh 1926)
- Panayiotis Kokoras (sinh 1974)
- Barbara Kolb (sinh 1939)
- Pierre Kolp (sinh 1969)
- Marzena Komsta (sinh 1970)
- Jo Kondo (sinh 1947)
- Marek Kopelent (sinh 1932)
- Mark Kopytman (sinh 1929)
- Evgeni Kostitsyn (sinh 1963)
- Constantine Koukias (sinh 1965)
- Hans Kox (sinh 1930)
- Wilfried Krätzschmar (sinh 1944)
- Zygmunt Krauze (sinh 1938)
- Joseph-François Kremer (sinh 1954)
- Johannes Kretz (sinh 1968)
- Georg Kröll (sinh 1934)
- Ton de Kruyf (sinh 1937)
- Ladislav Kubik (sinh 1946)
- Claus Kühnl (sinh 1957)
- Hanna Kulenty (sinh 1961)
- Gary Kulesha (sinh 1954)
- Andreas Kunstein (sinh 1967)
- Ladislav Kupkovic (sinh 1936)
- György Kurtág (sinh 1926)
- Karl-Wieland Kurz (sinh 1961)
- Bronius Kutavičius (sinh 1932)
- Hanspeter Kyburz (sinh 1960)

## L
- Joan LaBarbara (sinh 1947)
- Osvaldo Lacerda (sinh 1927)
- Juan Sebastian Lach (sinh 1970)
- Helmut Lachenmann (sinh 1935)
- L.Athira Krishna
- Ezra Laderman (sinh 1924)
- Ruggero Laganà (sinh 1956)
- Cristina Landuzzi (sinh 1961)
- Bernhard Lang (sinh 1957)
- David Lang (sinh 1957)
- István Láng (sinh 1933)
- Vanessa Lann (sinh 1968)
- Paul Lansky (sinh 1944)
- André Laporte (sinh 1931)
- Patrick Larley (sinh 1951)
- Aleksander Lason (sinh 1951)
- Anne Lauber (sinh 1943)
- Morten Lauridsen (sinh 1943)
- Rachel Laurin (sinh 1961)
- Elodie Lauten
- James Lavino (sinh 1973)
- Mario Lavista (sinh 1943)
- Matthew Lawton (sinh 1981)
- Henri Lazarof (sinh 1932)
- Mary Jane Leach (sinh 1949)
- Anne Lebaron (sinh 1953)
- Roman Ledenjow (sinh 1930)
- Claude Ledoux (sinh 1960)
- Jacques Leduc (sinh 1932)
- Reinbert de Leeuw (sinh 1938)
- Nicola LeFanu (sinh 1947)
- David Leisner (sinh 1953)
- John Anthony Lennon (sinh 1950)
- Troy Lennerd (sinh 1970)
- Georges Lentz (sinh 1965)
- Marina Leonardi (sinh 1970)
- Wadada Leo Smith (sinh 1941)
- Philippe Leroux (sinh 1959)
- Peter Scott Lewis (sinh 1953)
- Ulrich Leyendecker (sinh 1946)
- Lowell Liebermann (sinh 1961)
- György Ligeti (1923-2006)
- Magnus Lindberg (sinh 1958)
- Jyrki Linjama (sinh 1962)
- Annea Lockwood (sinh 1939)
- Paolo Longo (sinh 1967)
- Bent Lorentzen (sinh 1935)
- Alexina Louie (b. 1949)
- William Loveless (sinh 1956)
- Andrew Lowe Watson (sinh 1958)
- Alvin Lucier (sinh 1931)
- Stanley Lunetta (sinh 1937)
- Ulrich Ludat (sinh 1959)
- Eric Lyon (sinh 1962)

## M
- Frederik Magle (sinh 1977)
- Andrew McBirnie (sinh 1971)
- John McCabe (sinh 1939)
- Tod Machover (sinh 1953)
- Anne McGinty (sinh 1945)
- Edward McGuire (sinh 1948)
- Jonathan McLear (sinh 1980)
- Otmar Macha (1922-2006)
- John Mackey (sinh 1973)
- Steven Mackey (sinh 1956)
- James MacMillan (sinh 1959)
- Gordon McPherson (sinh 1965)
- Carleton Macy (sinh 1944)
- Jan Maegaard (sinh 1926)
- Fabio Maffei (sinh 1968)
- Ronnie Magala (sinh 1978)
- Javier Torres Maldonado (sinh 1968)
- Edgar Mann (sinh 1961)
- Philippe Manoury (sinh 1952)
- Edward Manukyan (sinh 1981)
- Bunita Marcus (sinh 1952)
- Pierre Mariétan (sinh 1935)
- Ingram Marshall (sinh 1942)
- Robert Martin (sinh 1952)
- Donald Martino (1931–2005)
- Vladimir Martynov (sinh 1946)
- Steve Martland (sinh 1959)
- Diego Masson (sinh 1935)
- Martin Matalon (sinh 1958)
- Yori-aki Matsudaira (sinh 1931)
- Yoritsune Matsudaira (1907-2001)
- Colin Matthews (sinh 1946)
- David Matthews (sinh 1943)
- Siegfried Matthus (sinh 1934)
- Nicholas Maw (sinh 1935)
- Stephen Melillo (sinh 1957)
- Arne Mellnäs (1933–2002)
- Gian-Carlo Menotti (1911-2007)
- Wim Mertens (sinh 1953)
- Laurent Mettraux (sinh 1970)
- Jean-Christian Michel (sinh 1938)
- Winfried Michel (sinh 1948)
- Minoru Miki (sinh 1930)
- İlhan Mimaroglu (sinh 1926)
- Everette Minchew (sinh 1977)
- Haruki Mino (sinh 1950)
- Dary John Mizelle (sinh 1940)
- Roscoe Mitchell (sinh 1940)
- Luca Miti (sinh 1957)
- Andrea Molino (sinh 1964)
- Meredith Monk (sinh 1942)
- Roberto Morales Manzanares (sinh 1958)
- Luigi Morleo (sinh 1970)
- Ennio Morricone (sinh 1928)
- Harald Muenz (sinh 1965)
- David Munoz (sinh 1989)
- Veli Mukhatov (1916–2005)
- Gordon Mumma (sinh 1935)
- Tristan Murail (sinh 1947)
- Roberto Musci (sinh 1956)

## N
- Šarūnas Nakas (sinh 1962)
- Armen Nalbandian (sinh 1978)
- Onute Narbutaite (sinh 1956)
- Paul Nauert (sinh 1967)
- Olga Neuwirth (sinh 1968)
- Jonathan Newman (sinh 1972)
- Alasdair Nicholson (sinh 1961)
- Dimitri Nicolau (sinh 1946)
- Lewis Nielsen (sinh 1950)
- Svend Nielsen (sinh 1937)
- Joy Nilo (sinh 1970)
- Bo Nilsson (sinh 1937)
- Vyacheslav Nagovitsyn (sinh 1939)
- Nguyễn Thiện Đạo (sinh 1940)
- Pehr Henrik Nordgren (sinh 1944)
- Arne Nordheim (sinh 1931)
- Robert Normandeau (sinh 1955)
- Christopher Norton (sinh 1953)
- Per Nørgård (sinh 1932)
- Ib Nørholm (sinh 1931)
- Emmanuel Nunes (sinh 1941)
- Patrick Nunn (sinh 1969)
- Farangis Nurulla Khoja (sinh 1972)
- Michael Nyman (sinh 1944)
- Knut Nystedt (sinh 1915)

## O
- Anthony Ocana (sinh 1980)
- Gonzalo de Olavide (1934–2005)
- Franz Martin Olbrisch (sinh 1952)
- César de Oliveira (sinh 1977)
- Pauline Oliveros (sinh 1932)
- Justice Olsson (sinh 1949)
- Aengus Ó Maoláin (sinh 1985)
- Marco Oppedisano (sinh 1971)
- Chris Opperman (sinh 1978)
- Leo Ornstein (1892–2002)
- Gabriela Ortiz (sinh 1965)
- Fritz Joseph Orzelek (sinh 1956)
- Mark Ossinh (1969–2002)

## P
- José de Paiva Netto (sinh 1941)
- Luis de Pablo (sinh 1930)
- Paul Panhuysen
- Siraseth pantura-umporn (sinh 1982)
- Åke Parmerud (sinh 1953)
- Sergei Pavlenko (sinh 1952)
- Hilda Paredes (sinh 1957)
- Kyoung Shin Park (sinh 1939)
- Arvo Pärt (sinh 1935)
- Maggi Payne (sinh 1945)
- Carlo Pedini (sinh 1956)
- John Peel (sinh 1947)
- Georgs Pelécis (sinh 1947)
- Michael Pelzel
- Krzysztof Penderecki (sinh 1933)
- Nick Peros (sinh 1963)
- William Perry (sinh 1930)
- Daniel Pesca (sinh 1985)
- Gérard Pesson (sinh 1958)
- Goffredo Petrassi (1904–2003)
- Soni Petrovski (sinh 1977)
- Riccardo Piacentini (sinh 1958)
- Daniel Pinkham (1923–2006)
- Paul Pinto (sinh 1982)
- Pēteris Plakidis (sinh 1947)
- Hannu Pohjannoro (sinh 1963)
- Larry Polansky (sinh 1954)
- Andrew Poppy (sinh 1954)
- Francis Pott (sinh 1957)
- Andrea Poggiali (sinh 1966)
- Henri Pousseur (sinh 1929)
- Battista Pradal (sinh 1962)
- William Price (sinh 1971)
- Simon Proctor
- John Psathas (sinh 1966)
- Friedrich Puetz (sinh 1950)
- Veli-Matti Puumala (sinh 1965)

## Q
- Qu Xiao-Song (sinh 1952)

## R
- Peer Raben (sinh 1940)
- Alexandre Rabinovitch-Barakovsky (sinh 1945)
- Eliane Radigue (sinh 1932)
- Štěpán Rak (sinh 1945)
- Alexander Raskatov (sinh 1953)
- Karl Aage Rasmussen (sinh 1947)
- Einojuhani Rautavaara (sinh 1928)
- Ray Reach (sinh 1948)
- Steve Reich (sinh 1936)
- Aribert Reimann (sinh 1936)
- Michael Reudenbach (sinh 1956)
- Roger Reynolds (sinh 1934)
- Rolf Riehm (sinh 1937)
- Wolfgang Rihm (sinh 1952)
- Terry Riley (sinh 1935)
- André Ristic (sinh 1972)
- Robert Rival (sinh 1975)
- Imant Raminsh (sinh 1943)
- Manuel Rocha Iturbide (sinh 1963)
- George Rochberg (1918–2005)
- Ernesto Rodrigues (sinh 1959)
- Uroš Rojko (sinh 1956)
- Ned Rorem (sinh 1923)
- Marco Rosano (sinh 1964)
- Ney Rosauro (sinh 1952)
- David Rosenboom (sinh 1947)
- Niels Rosing-Schow (sinh 1954)
- Stéphane Roy (sinh 1959)
- Mikel Rouse (sinh 1957)
- Poul Ruders (sinh 1949)
- Magdalena Isabel Rula Kaminska (sinh 1992)
- John Rutter (sinh 1945)
- Peter Ruzicka (sinh 1948)
- Frederic Rzewski (sinh 1938)
- Osmo Tapio Räihälä (sinh 1964)
- Don Rath Jr (sinh 1956)

## S
| - Kaija Saariaho (sinh 1952) - Aulis Sallinen (sinh 1935) - Sven-David Sandström (sinh 1942) - Kentaro Sato (sinh 1981) - Eric Sawyer (sinh 1962) - Robert Saxton (sinh 1953) - Peter Schat (1935–2003) - Friedrich Schenker (sinh 1942) - Peter Schickele (sinh 1935) - Thomas Schmidt-Kowalski (sinh 1949) - Volker Ignaz Schmidt (sinh 1971) - Dieter Schnebel (sinh 1930) - Avi Schönfeld (sinh 1945) - Barry Schrader (sinh 1945) - Gunther Schuller (sinh 1925) - Nicholas Schutz (sinh 1979) - Kurt Schwaen (sinh 1909) - Otto M. Schwarz (sinh 1967) - Rodion Shchedrin (sinh 1932) - Salvatore Sciarrino (sinh 1947) - Flavio Emilio Scogna (sinh 1956) - Peter Sculthorpe (sinh 1929) - Bryan Senti (sinh 1983) - Raminta Šerkšnytė (sinh 1975) - Tolib Shakhidi (sinh 1946) - Vladislav Shoot (sinh 1941) - Pandit Ravi Shankar (sinh 1928) | - Harold Shapero (sinh 1929) - Alex Shapiro (sinh 1962) - Gerald M. Shapiro (sinh 1942) - Alexander Shchetynsky (sinh 1960) - Sinyan Shen (sinh 1949) - Hsueh-Yung Shen (sinh 1952) - Charles Shere (sinh 1935) - Shokolat (sinh 1975) - Roberto Sierra (sinh 1953) - Walentin Silwestrow (sinh 1937) - Aleksandar Simić (sinh 1973) - Ezra Sims (sinh 1928) - Alvin Singleton (sinh 1940) - Damon Sink (sinh 1969) - Urmas Sisask (sinh 1966) - Larry Sitsky (sinh 1934) - Steven Sivyer (sinh 1974) - Howard Skempton (sinh 1947) - Andys Skordis (sinh 1983) - Thomas Sleeper (sinh 1956) - Denis Smalley (sinh 1946) - Roger Smalley (sinh 1943) - Dmitri Smirnov hoặc Dmitri Nikolaevich Smirnov (sinh 1948) - Randall Smith (sinh 1960) - Reginald Smith Brindle (1917-2003) - Ivan Sokolov hoặc Ivan Glebovich Sokolov (sinh 1960) - Juan Maria Solare (sinh 1966) - Alessandro Solbiati (sinh 1956) - Avo Sõmer (sinh 1934) | - Bent Sørensen (sinh 1958) - Rick Sowash (sinh 1950) - Philip Sparke (sinh 1951) - Bernadette Speach (sinh 1948) - Andi Spicer (sinh 1959) - Laurie Spiegel (sinh 1945) - Georgia Spiropoulos (sinh 1965) - Frank Lee Sprague (sinh 1969) - Hans Stadlmair (sinh 1929) - Michael Staley (sinh 1951) - Ernstalbrecht Stiebler (sinh 1934) - Robert Stine (sinh 1951) - Karlheinz Stockhausen (sinh 1928) - Richard Stoker (sinh 1938) - Carl Stone (sinh 1953) - Ulrich Stranz (1946-2004) - Henrik Strindberg (sinh 1954) - Paul Sturm (sinh 1956) - Morton Subotnick (sinh 1933) - Franz Surges (sinh 1958) - Giles Swayne (sinh 1946) - James Swearingen (sinh 1947) |

## T
| - Timothy C. Takach (sinh 1978) - Hannes Taljaard (sinh 1971) - Joby Talbot (sinh 1971) - Eino Tamberg (sinh 1930) - Vladimir Tarnopolsky (sinh 1955) - John Tavener (sinh 1944) - Noah D. Taylor - Robert Taylor (sinh 1931) - Richard Teitelbaum (sinh 1939) - James Tenney (1934–2006) - Dimitri Terzakis (sinh 1938) - Daniel Theaker (sinh 1967) - Alan Theisen (sinh 1981) - Mikis Theodorakis (sinh 1925) - Alain Thibault (sinh 1956) - J.G. Thirlwell (sinh 1960) - Augusta Read Thomas (sinh 1964) - Stefan Thomas (sinh 1968) - Robert Scott Thompson - Frank Ticheli (sinh 1958) - Boris Tishchenko (sinh 1939) - Tôn Thất Tiết (sinh 1933) - Eino Toppinen (also Eicca Toppinen) (sinh 1975) | - Michael Torke (sinh 1961) - Veljo Tormis (sinh 1930) - Javier Torres Maldonado (sinh in 1968) - Ana Torres (sinh 1961) - Joan Tower (sinh 1938) - David Del Tredici (sinh 1937) - Jacques Tremblay (sinh 1962) - Manfred Trojahn (sinh 1949) - Stephen Truelove (sinh 1946) - Dan Trueman - Hristo Tsanoff (sinh 1947) - Roxanne Turcotte (sinh 1960) - Mark-Anthony Turnage (sinh 1960) - Roman Turovsky (sinh 1961) - Erkki-Sven Tüür (sinh 1959) - Dmitri Tymoczko (sinh 1969) - 'Blue' Gene Tyranny (sinh 1945) - Tohgo Takahashi(sinh 1961) |  |

## U
- İlhan Usmanbaş (sinh 1923)

## V
- Vangelis Papathanasiou
- Viana Andersen (sinh 1962)
- Fabio Vacchi (sinh 1949)
- Cesare Valentini (sinh 1967)
- Annette Vande Gorne (sinh 1946)
- Jan Van der Roost (sinh 1956)
- Pēteris Vasks (sinh 1946)
- Carl Verbraeken (sinh 1950)
- Philip Venables (sinh 1979)
- Massimiliano Viel (sinh 1964)
- Lois V Vierk (sinh 1951)
- Pedro Vilarroig (sinh 1954)
- Jorge Villavicencio Grossmann (sinh 1973)
- Hlynur A. Vilmarsson (sinh 1976)
- Ian Vine (sinh 1974)
- Ezequiel Viñao (sinh 1960)
- T. Edward Vives (sinh 1964)
- Jan van Vlijmen (1935-2004)
- Robert Voisey (sinh 1969)
- Kevin Volans (sinh 1949)
- Kirsten Volness (sinh 1980)
- Dimitri Voudouris (sinh 1961)
- Alexander Voustin or Vustin (sinh 1943)
- Jan Vriend (sinh 1938)
- Klaas de Vries (sinh 1944)

## W
- Jay Wadley (sinh 1983)
- Peter-Jan Wagemans (sinh 1952)
- Christoph Maria Wagner (sinh 1966)
- Dorian Wallace (sinh 1985)
- Errollyn Wallen (sinh 1958)
- Felipe Waller (sinh 1971)
- David Ward-Steinman (sinh 1936)
- Graham Waterhouse (sinh 1962)
- Martin Watt (sinh 1971)
- Hildegard Westerkamp (sinh 1946)
- Paul W. Whear (sinh 1925)
- Eric Whitacre (sinh 1970)
- Bernd Wiesemann (sinh 1938)
- John Williams (sinh 1932)
- Malcolm Williamson (1931 - 2003)
- Thomas Wilson (1927-2001)
- Brent Witters (sinh 1966)
- Daniel James Wolf (sinh 1961)
- Julia Wolfe (sinh 1958)
- Christian Wolff (sinh 1934)
- Charles Wuorinen (sinh 1938)

## X
- Iannis Xenakis (1922-2001)

## Y
- Yehuda Yannay(sinh 1937)
- Yitzhak Yedid (sinh 1971)
- Takashi Yoshimatsu (sinh 1953)
- Jun Yamaguchi (sinh 1967)

## Z
- Alla Zagaykevych (sinh 1966)
- Frank Zappa (sinh 1940)
- Richard Zarou (sinh 1981)
- Hans Zender (sinh 1936)
- Kristoffer Zegers (sinh 1973)
- Jaime Mirtenbaum Zenamon (sinh 1953)
- Heinz Werner Zimmermann (sinh 1930)
- Udo Zimmermann (sinh 1943)
- Walter Zimmermann (sinh 1949)
- Irakli Zinzadse (sinh 1964)
- Evan Ziporyn (sinh 1959)
- John Zorn (sinh 1953)
- Ellen Taaffe Zwilich (sinh 1939)